# 木曽良
木曽良（きぞら）は、埼玉県岩槻市（現・さいたま市岩槻区）にかつてあった大字。1989年（平成元年）に府内が成立した際に消滅した。

## 地理
埼玉県東部で岩槻市中部の大宮台地（岩槻支台）上に位置し、国道16号バイパスや県道越谷・岩槻線が周囲を通っていた。地区内は主に住宅地区であった。
岩槻市には住居表示や区画整理事業の実施で、新たに生まれた町名は複数存在するが、消滅した大字・町名は大字木曽良が唯一である。

## 歴史
もとは江戸期以前より存在した武蔵国埼玉郡岩槻領に属する木曽良村であった。1634年（寛永10年）以前より独立したと見られる。村の規模は東西2町、南北1町余であった。
- はじめは岩槻藩領、以降変遷なし[1]。
- 1871年（明治4年）
  - 7月14日 - 廃藩置県を迎え、岩槻県の管轄となる[3]。
  - 11月13日 - 第1次府県統合により埼玉県の管轄となる。
- 1879年（明治12年）3月17日 - 郡区町村編制法により成立した南埼玉郡に属す。郡役所は岩槻町に設置。
- 1889年（明治22年）4月1日 - 町村制施行に平行して木曽良、黒谷、飯塚、笹久保、村国、南下新井、笹久保新田の6箇村1新田が合併し、南埼玉郡和土村が成立。和土村の大字木曽良となる[1]。
- 1954年（昭和29年）
  - 5月3日 - 和土村が岩槻町、新和村、川通村、柏崎村、河合村、慈恩寺村と合併し、岩槻町が成立[4]。岩槻町の大字となる。
  - 7月1日 - 岩槻町が市制施行し岩槻市となり[4]、岩槻市の大字となる。
- 1989年（平成元年）11月6日 – 岩槻市第4次住居表示整備事業により、大字木曽良は府内二丁目となり消滅。

## 交通
- 地内に鉄道は敷設されていなかった。

### 道路
- 地内に国道、および主要地方道・一般県道は通っていなかった。主な市道として岩槻市道42号、462号が東西に通っていた[2]。

## 施設
- 白山神社
- 木曽良貝塚[2]